# 1938년 농업조정법
1938년 농업조정법(영어: Agricultural Adjustment Act of 1938)(Pub.L. 75–430, 52 Stat. 31, 1938년 2월 16일 제정)은 이전에 뉴딜 농업 법률(농업조정법 (1933년))에서 위헌으로 판결된 농업 보조금 정책을 대체하기 위해 제정된 미국의 법률이었다. 이 법은 이전 농업조정법의 조항을 부활시켰는데, 법률 프로그램의 재정은 가공업자 세금이 아닌 연방 정부에서 제공하는 것으로 변경되었다. 또한 1936년 토양 보전 및 국내 할당법의 성공에 대한 대응으로 시행되었다.

## 조항 및 역사
이 법은 옥수수, 면화, 밀에 대한 가격 지원을 의무화하여 저생산 기간에 충분한 공급을 유지하고, 시장 수요에 맞춰 공급을 유지하기 위한 시장 할당량을 설정한 최초의 법률이었다. 1938-40년 동안 버터, 대추, 무화과, 홉, 테레빈유, 로진, 피칸, 자두, 건포도, 보리, 호밀, 곡물 수수, 양모, 겨울 피복 작물 씨앗, 모헤어, 땅콩, 담배에 대한 선택적 지원을 확립했다. 1930년대에는 기술 발전으로 농업 산업이 변화했으며, 남부 지역은 더욱 현대적인 농업 방식에 노출되었고, 토지 활용도 다양화되었다. 면화 재배에 주로 사용되던 많은 면적은 이제 소를 키우거나 효율적으로 사용되어 에이커당 생산량이 증가했다. 또한, 이 법의 제5편은 연방 작물 보험 공사를 설립했다.

### 법적 이의 제기
이 법의 합헌성은 위커드 대 필번 사건에서 이의가 제기되었으며, 이 사건은 1942년 미국 대법원에 도달했다. 이 법은 미국 헌법의 통상조항에 따라 합헌으로 인정되었다. 위커드 사건은 대법원이 통상조항을 광범위하게 해석했기 때문에 획기적인 대법원 판례로 여겨진다.

### 영구법
1940년 법은 상품 프로그램 및 농업 소득 지원을 위한 영구법의 일부로 간주된다(상품 신용 공사 헌장법 및 1949년 농업법과 함께).

## 더 읽어보기
- Jess Gilbert, Planning Democracy: Agrarian Intellectuals and the Intended New Deal. New Haven, CT: Yale University Press, 2015.